# Sotterrando la mia ex
Sotterrando la mia ex (Burying the Ex) è un film del 2014 diretto da Joe Dante.

## Trama
Max, un giovane che lavora in un negozio di articoli di Halloween, è fidanzato ormai da tempo con una ragazza decisamente psicopatica e rigida di nome Evelyn. Un giorno, proprio quando lui sta per lasciarla, Evelyn viene investita da un autobus e muore, ma si risveglia grazie a un incantesimo fatto grazie a una statuetta di Satana. La ragazza si trasforma in zombi e continua a perseguitare il povero Max, che nel frattempo invece ha conosciuto Olivia, una ragazza di cui si è innamorato.